# Brigade Abu Hafs al Masri
Brigade Abu Hafs al Masri (arabsko كتائب أبو حفص المصري) je islamska fundamentalitična teroristična skupina, ki deluje na ozemlju Turčije. Po navedbah članov te teroristične skupine naj bi bili v tesnih stikih z Al Kaido. 
Skupina je poimenovana po bivšem egiptovskem policistu Mohamedu Atefu (oz. Abu Hafsu), ki je bil član Islamskega džihada. Njegova hčerka se je poročila s sinom Osame bin Ladna, Mohamedom. Atef je bil ubil leta 2001 v Afganistanu.

## Delovanje
Skupina je prevzela odgovornost za teroristični napad v Carigradu 10. avgusta 2004 (2 mrtva, 11 ranjenih), čeprav strokovnjaki menijo, da je to le provokacija, saj je ta skupina prevzela odgovornost za teroristične napade, ki jih niso izvršili oni.
Prav tako je prevzela odgovornost za teroristične napade v Londonu julija 2005.